# Sophie Nélisse
Marie-Sophie Nélisse (Windsor, 27 de março de 2000) é uma atriz canadense, vencedora dos prêmios Genie e Jutra.

## Biografia
Sophie nasceu em 27 de março de 2000, em Windsor, Ontário, mas mudou-se com sua família para Montreal, Quebeque, quando tinha quatro anos. De ascendência franco-canadense, ela é filha de Pauline Belhumeur e irmã da atriz Isabelle Nélisse.
Começou sua carreira artística aos sete anos de idade, atuando em comerciais televisivos e fazendo algumas participações na série Les Parent, de 2008. No entanto, alcançou notoriedade internacional em 2011 ao interpretar Alice L'Écuyer no filme Monsieur Lazhar, pelo qual recebeu os prêmios Genie e Jutra. Ela também recebeu uma indicação ao prêmio Young Artist por essa atuação. Mais tarde, interpretou Liesel Meminger em The Book Thief e protagonizou o filme A Fabulosa Gilly Hopkins. Em 2021, entrou para o elenco principal do seriado Yellowjackets e, em 2023, interpretou Irene Gut Opdyke no filme Irena's Vow.

## Filmografia

### Cinema
| Ano  | Título                    | Papel                | Ref.   |
| ---- | ------------------------- | -------------------- | ------ |
| 2011 | Monsieur Lazhar           | Alice L'Écuyer       | [ 11 ] |
| 2012 | Ésimésac                  | Marie Gélinas        | [ 11 ] |
| 2013 | The Book Thief            | Liesel Meminger      | [ 11 ] |
| 2014 | Pawn Sacrifice            | Joan Fischer (jovem) | [ 11 ] |
| 2015 | Endorphine                | Simone               | [ 11 ] |
| 2015 | A Fabulosa Gilly Hopkins  | Gilly Hopkins        | [ 11 ] |
| 2016 | Mean Dreams               | Casey Caraway        | [ 11 ] |
| 2016 | 1:54                      | Jen                  | [ 11 ] |
| 2017 | The History of Love       | Alma Singer          | [ 11 ] |
| 2017 | Et au pire, on se mariera | Aïcha                | [ 11 ] |
| 2019 | Close                     | Zoe                  | [ 11 ] |
| 2019 | 47 Meters Down: Uncaged   | Mia                  | [ 11 ] |
| 2019 | The Rest of Us            | Aster                | [ 11 ] |
| 2020 | The Kid Detective         | Caroline             | [ 11 ] |
| 2020 | Flashwood                 | Rose                 | [ 11 ] |
| 2023 | Irena's Vow               | Irene Gut            | [ 11 ] |

### Televisão
| Ano           | Título            | Papel                  | Ref.   |
| ------------- | ----------------- | ---------------------- | ------ |
| 2006–2016     | Les Parent        | Zoé Larivière-Beaudoin | [ 12 ] |
| 2011          | Vertige           | Rosalie Roussel        | [ 12 ] |
| 2017          | Demain des hommes | Roxanne Rousseau       | [ 12 ] |
| 2019–2020     | L'Échappée        | Romy                   | [ 12 ] |
| 2021–presente | Yellowjackets     | Shauna Shipman         | [ 12 ] |